# Kanyabayonga
Kanyabayonga – miasto w Demokratycznej Republice Konga, w prowincji Kiwu Północne.